# 睛斑刺鮨
睛斑刺鮨為輻鰭魚綱鱸形目鱸亞目鮨科的其中一種，分布於西南太平洋的澳洲及豪勳爵島海域，體長可達45公分，棲息在近海礁石區，為底棲性魚類，屬肉食性，生活習性不明。

## 擴展閱讀
維基物種上的相關：睛斑刺鮨